# Vendetta (film, 1941)
Pour les articles homonymes, voir Vendetta (homonymie).
Pour plus de détails, voir Fiche technique et Distribution.
Vendetta (titre original : The Corsican Brothers) est un film américain réalisé par Gregory Ratoff, sorti en 1941.

## Synopsis
Une adaptation du roman d'Alexandre Dumas, Les Frères corses.

## Fiche technique
- Titre original : The Corsican Brothers
- Titre français : Vendetta
- Réalisation : Gregory Ratoff
- Scénario : George Bruce et Howard Estabrook d'après Les Frères corses d'Alexandre Dumas
- Photographie : Harry Stradling Sr.
- Montage : William F. Claxton et Grant Whytock
- Musique : Dimitri Tiomkin
- Pays de production :  États-Unis
- Format : Noir et blanc - 1,37:1 - Mono
- Genre : Film d'aventure
- Genre : 111 minutes (1 h 51)
- Dates de sortie : 
  - États-Unis : 28 novembre 1941
  - Mexique : 28 février 1942
  - Portugal : 12 janvier 1943
  - France : 9 octobre 1946
  - Italie : 3 mars 1949

## Distribution
- Douglas Fairbanks Jr. : Lucien Franchi / Mario Franchi
- Ruth Warrick : Comtesse Isabelle Gravini
- Akim Tamiroff : Colonna
- J. Carrol Naish : Lorenzo
- H.B. Warner : Dr Enrico Paoli
- John Emery : Tomasso
- Henry Wilcoxon : Comte Victor Franchi
- Gloria Holden : Comtesse Franchi
- Walter Kingsford : Monsieur Dupre
- Nana Bryant : Madame Dupre
- Pedro de Cordoba : Gravini
- Veda Ann Borg : Maria
- William Farnum : Prêtre
- Sarah Padden : Infirmière

## Distinction
- Nomination pour l'oscar de la meilleure partition d'un film dramatique ou d'une comédie en 1943